# NGC 565
NGC 565 è una galassia a spirale situata nella costellazione della Balena a una distanza di circa 203 milioni di anni luce dalla nostra Via Lattea.

## Scoperta
NGC 565 è stata scoperta il 2 novembre 1867 dall'astronomo statunitense George Mary Searle.

## Descrizione
La galassia ha una classe di luminosità I (e presenta una larga riga a 21 cm dell'idrogeno neutro).
La designazione DRCG 7-47 è stata utilizzata da Wolfgang Steinicke per indicare che questa galassia figura nel catalogo degli ammassi galattici di Alan Dressler. I numeri 7 e 47 indicano rispettivamente che si tratta del 7º ammasso (Abell 194) e della 47ª galassia di questa lista.
Questa galassia è designata Abell 194:[D80] 47 dal database NASA/IPAC.